# Тимокле
Тимокле (старогрчки: Τιμοκλης; око 345. пре нове ере - око 317. пре нове ере) био је један од последњих атинских комичних песника средње комедије, иако га је Полукс наводи као писа Нове комедије. Познато је да је једном освојио прву награду на Ленеји, између 330. и 320. пре Христа. Суда тврди да су постојала два комична песника овог имена, али савремени научници сматрају да су наводне две личности уствари једна. За разлику од већине представа из периода Средње комедије, његова дела су садржала доста личног исмевања јавних личности, посебно беседника попут Демостена и Хиперида.

## Дела
Сачувано је најмање 26, а могуће и 28 наслова Тимоклових дела.
- Egyptians
- The Bath-House
- The Farmer
- The Ring
- Delos, or the Man from Delos
- Public Satyrs
- Woman Celebrating the Dionysia
- Dionysus
- Little Dragon
- Letters
- Rejoicing at Another's Misfortune
- Heroes
- Icarians, or Satyrs
- Men from Caunos
- The Centaur, or Dexamenus
- Conisalus
- Forgetfulness
- Men From Marathon
- Neaira
- Orestautocleides
- The Busybody
- The Man from Pontus
- Porphyra
- The Boxer
- Sappho
- Co-Workers
- Philodicastes
- The False-Robbers